# Fontaine-sous-Jouy
Pour les articles homonymes, voir Fontaine et Jouy.
Fontaine-sous-Jouy est une commune française située dans le département de l'Eure en région Normandie. Les habitants de cette commune se nomment les Jovifontains.

## Géographie
La commune est située dans la plaine de Cocherel  Site inscrit (1977).

### Localisation
| Saint-Vigor | Autheuil-Authouillet   | Chambray      |
| Reuilly     | Fontaine-sous-Jouy     |               |
| Sassey      | Gauciel, Jouy-sur-Eure | Jouy-sur-Eure |

### Hydrographie
La commune est située dans le bassin Seine-Normandie. Elle est drainée par l'Eure, le fossé 01 de la commune de Jouy-sur-Eure, le cours d'eau 01 de l'Aulnaie, le cours d'eau 01 des Haumonts et l'Eure,,.
L'Eure, un canal, chenal et cours d'eau naturel non navigable d'une longueur de 229 km, prend sa source dans la commune de Longny les Villages et se jette  dans la Seine à Saint-Pierre-lès-Elbeuf, après avoir traversé 91 communes.

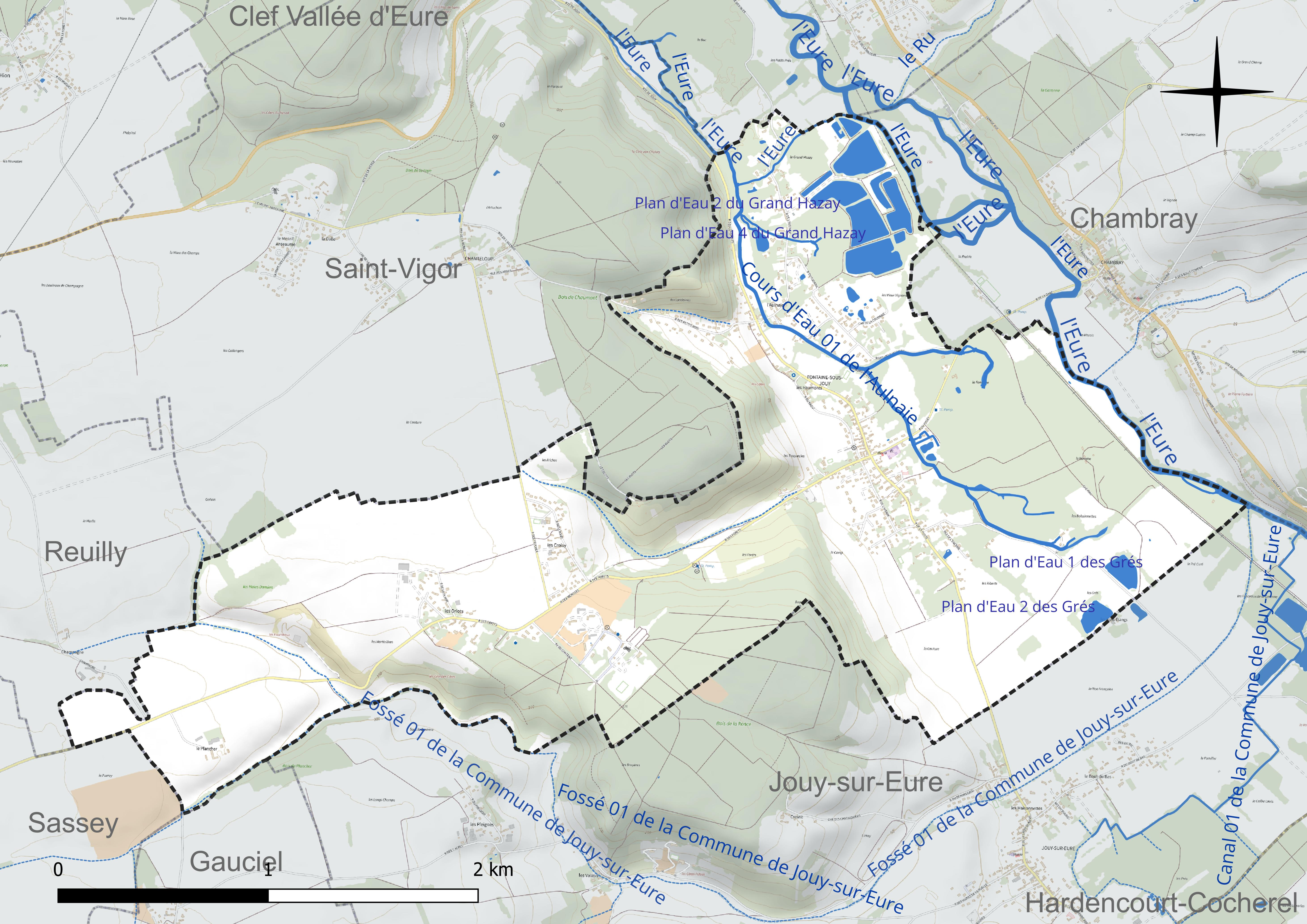
Réseau hydrographique de Fontaine-sous-Jouy.

Sept plans d'eau complètent le réseau hydrographique : le plan d'eau 1 des Grés (1,5 ha), le plan d'eau 1 du Grand Hazay (3,1 ha), le plan d'eau 2 des Grés (1,3 ha), le plan d'eau 2 du Grand Hazay (2 ha), le plan d'eau 3 du Grand Hazay (1,9 ha), le plan d'eau 4 du Grand Hazay (2,8 ha) et le plan d'eau des Vieux Vignons (3,3 ha),.

### Climat
Pour des articles plus généraux, voir Climat de la Normandie et Climat de l'Eure.
En 2010, le climat de la commune est de type climat océanique dégradé des plaines du Centre et du Nord, selon une étude du CNRS s'appuyant sur une série de données couvrant la période 1971-2000. En 2020, Météo-France publie une typologie des climats de la France métropolitaine dans laquelle la commune est exposée à un climat océanique et est dans la région climatique  Sud-ouest du bassin Parisien, caractérisée par une faible pluviométrie, notamment au printemps (120 à 150 mm) et un hiver froid (3,5 °C). Parallèlement le GIEC normand, un groupe régional d’experts sur le climat, différencie quant à lui, dans une étude de 2020, trois grands types de climats pour la région Normandie, nuancés à une échelle plus fine par les facteurs géographiques locaux. La commune est, selon ce zonage, exposée à un « climat des plateaux abrités », correspondant aux plaines agricoles de l’Eure, avec une pluviométrie beaucoup plus faible que dans la plaine de Caen en raison du double effet d’abri provoqué par les collines du Bocage normand et par celles qui s’étendent sur un axe du Pays d'Auge au Perche.
Pour la période 1971-2000, la température annuelle moyenne est de 10,9 °C, avec  une amplitude thermique annuelle de 14,4 °C. Le cumul annuel moyen de précipitations est de 678 mm, avec 11,2 jours de précipitations en janvier et 7,9 jours en juillet. Pour la période 1991-2020, la température moyenne annuelle observée sur la station météorologique la plus proche, située sur la commune de Huest à 7 km à vol d'oiseau, est de 11,2 °C et le cumul annuel moyen de précipitations est de 600,6 mm,. Pour l'avenir, les paramètres climatiques de la commune estimés pour 2050 selon différents scénarios d’émission de gaz à effet de serre sont consultables sur un site dédié publié par Météo-France en novembre 2022.

## Urbanisme

### Typologie
Au 1er janvier 2024, Fontaine-sous-Jouy est catégorisée commune rurale à habitat dispersé, selon la nouvelle grille communale de densité à 7 niveaux définie par l'Insee en 2022.
Elle est située hors unité urbaine. Par ailleurs la commune fait partie de l'aire d'attraction d'Évreux, dont elle est une commune de la couronne,. Cette aire, qui regroupe 108 communes, est catégorisée dans les aires de 50 000 à moins de 200 000 habitants,.

### Occupation des sols
L'occupation des sols de la commune, telle qu'elle ressort de la base de données européenne d’occupation biophysique des sols Corine Land Cover (CLC), est marquée par l'importance des territoires agricoles (54,4 % en 2018), en diminution par rapport à 1990 (61 %). La répartition détaillée en 2018 est la suivante : 
terres arables (37 %), forêts (28,4 %), zones urbanisées (13,9 %), zones agricoles hétérogènes (10,9 %), prairies (6,5 %), eaux continentales (3,3 %). L'évolution de l’occupation des sols de la commune et de ses infrastructures peut être observée sur les différentes représentations cartographiques du territoire : la carte de Cassini (XVIIIe siècle), la carte d'état-major (1820-1866) et les cartes ou photos aériennes de l'IGN pour la période actuelle (1950 à aujourd'hui).

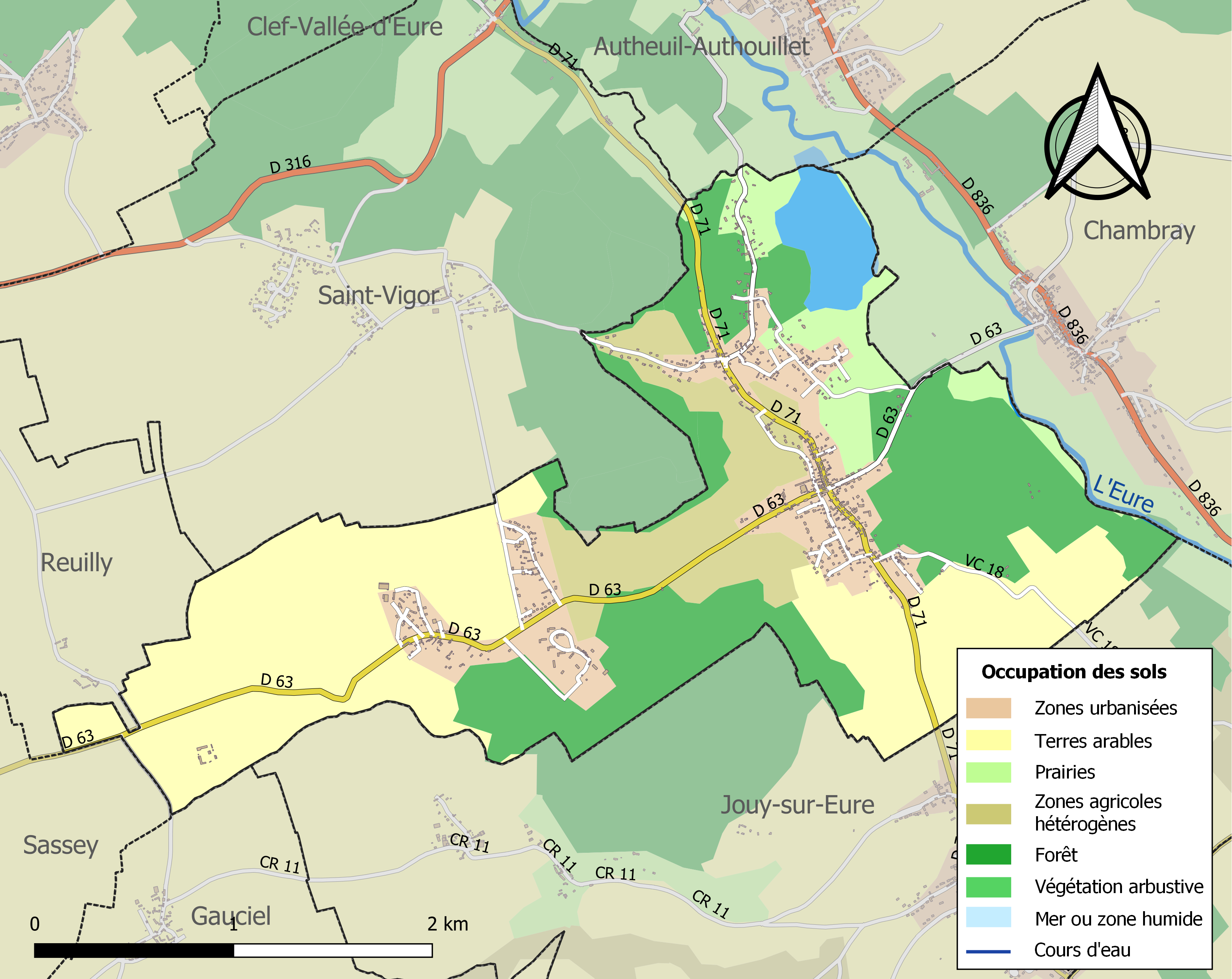
Carte des infrastructures et de l'occupation des sols de la commune en 2018 (CLC).

## Toponymie
Le nom de la localité est attesté sous la forme Fontanas vers 1027, Fontane  en 1080 (cartulaire de Jumiéges), Fontana et Fontanis vers 1130 (charte de Henri Ier), Fontaines juxta Goe en 1217 (charte de Lucie de Poissy), Fontenes en 1419 (dénombrement des biens de l’abbaye de Conches), Fontaynes soubz Jouy en 1455 (aveu d’Anne de Laval).
Dérivé du bas-latin fontana, « fontaine, source », suivi du suffixe -etum. Une fontaine est d'abord le lieu d'une source, d'une « eau vive qui sort de terre », selon le premier dictionnaire de l'Académie française.
Il est à noter qu'à l'origine ce nom de lieu se présentait sous la forme collective au pluriel. Il en est de même de Fontaine-le-Bourg, Fontaine-la-Mallet et Fontaine-en-Bray, en Seine-Maritime, tous transposés Fontes dans les textes latins médiévaux.
Jouy fait allusion à Jouy-sur-Eure

## Histoire
En 1585, le plein-fief de Fontaine-sous-Jouy appartient à la famille de Bassompierre. François de Bassompierre (1579-1646), maréchal de France possède une demeure dans le village.

## Politique et administration
| Période                                  | Période   | Identité        | Étiquette | Qualité |
| ---------------------------------------- | --------- | --------------- | --------- | ------- |
| Mars 1968                                | Mars 2008 | Pierre Hébert   |           |         |
| Mars 2008                                |           | Jacques Pouchin |           |         |
| 2020                                     | En cours  | Raphaël Norblin |           |         |
| Les données manquantes sont à compléter. |           |                 |           |         |

## Démographie

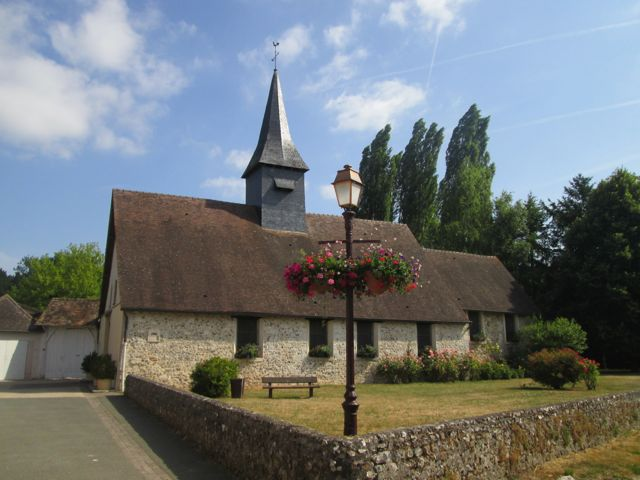
Église de Fontaine-sous-Jouy.

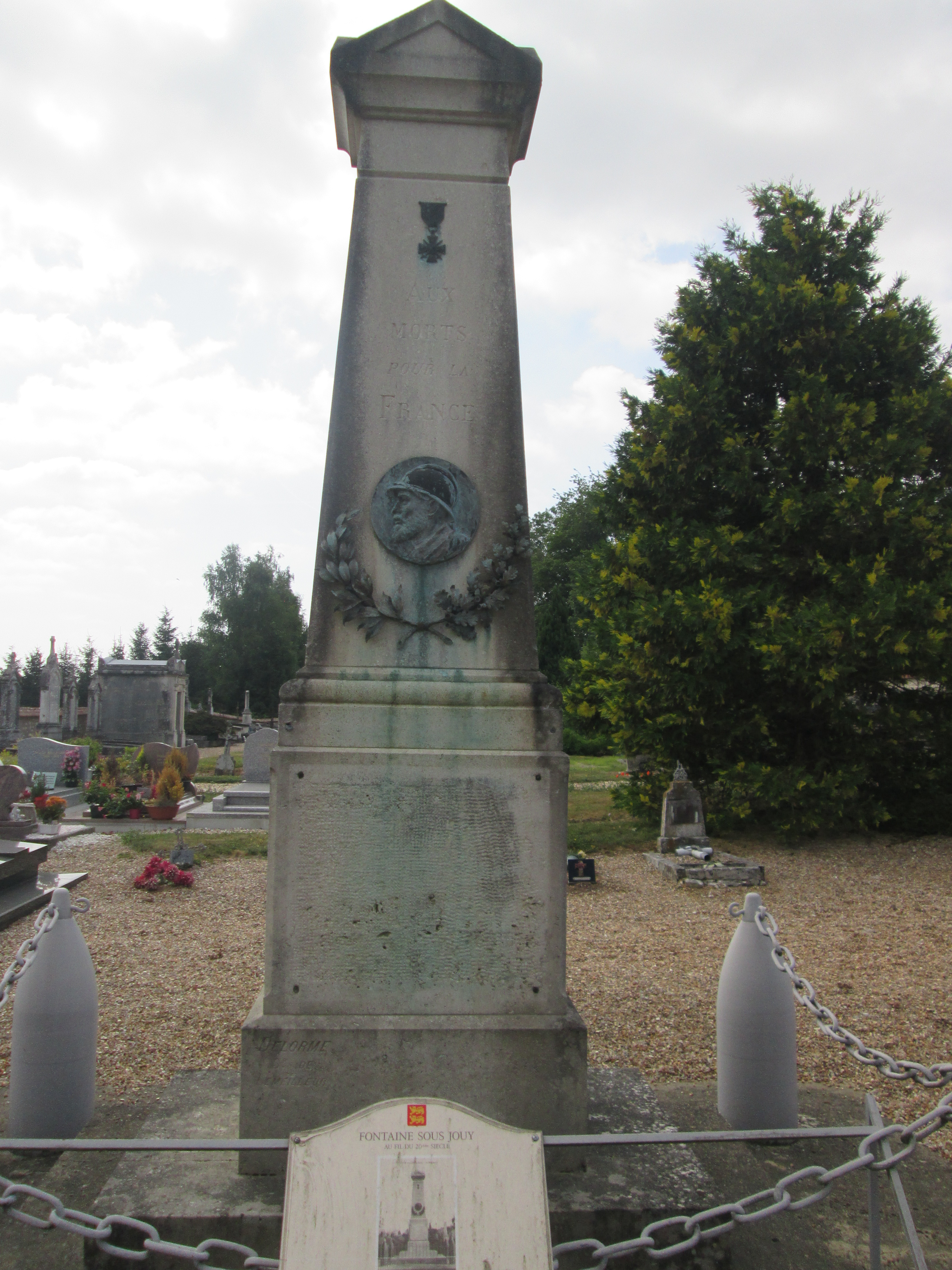
Monument aux morts.

L'évolution du nombre d'habitants est connue à travers les recensements de la population effectués dans la commune depuis 1793. Pour les communes de moins de 10 000 habitants, une enquête de recensement portant sur toute la population est réalisée tous les cinq ans, les populations de référence des années intermédiaires étant quant à elles estimées par interpolation ou extrapolation. Pour la commune, le premier recensement exhaustif entrant dans le cadre du nouveau dispositif a été réalisé en 2004.

En 2022, la commune comptait 848 habitants, en évolution de −4,4 % par rapport à 2016 (Eure : −0,25 %, France hors Mayotte : +2,11 %).
| 1793 | 1800 | 1806 | 1821 | 1831 | 1836 | 1841 | 1846 | 1851 |
| ---- | ---- | ---- | ---- | ---- | ---- | ---- | ---- | ---- |
| 610  | 610  | 674  | 642  | 674  | 644  | 653  | 646  | 642  |

| 1856 | 1861 | 1866 | 1872 | 1876 | 1881 | 1886 | 1891 | 1896 |
| ---- | ---- | ---- | ---- | ---- | ---- | ---- | ---- | ---- |
| 572  | 525  | 531  | 506  | 504  | 460  | 444  | 424  | 429  |

| 1901 | 1906 | 1911 | 1921 | 1926 | 1931 | 1936 | 1946 | 1954 |
| ---- | ---- | ---- | ---- | ---- | ---- | ---- | ---- | ---- |
| 409  | 432  | 382  | 291  | 303  | 283  | 270  | 330  | 412  |

| 1962 | 1968 | 1975 | 1982 | 1990 | 1999 | 2004 | 2006 | 2009 |
| ---- | ---- | ---- | ---- | ---- | ---- | ---- | ---- | ---- |
| 369  | 394  | 438  | 478  | 618  | 749  | 825  | 834  | 799  |

| 2014 | 2019 | 2022 | - | - | - | - | - | - |
| ---- | ---- | ---- | - | - | - | - | - | - |
| 865  | 846  | 848  | - | - | - | - | - | - |

## Culture locale et patrimoine

### Lieux et monuments
L'église Notre-Dame : sous le patronage du chapitre puis de l'évêque d'Évreux, elle date du XVIe siècle et a été remaniée en 1761. On y trouve des statues du XVIIe siècle et un bénitier sur lequel a été scellée la date de la fondation de l'église, 1514. À l'extérieur de l'édifice, sur les murs latéraux du chœur et du chevet, on distingue encore des traces d'ouvertures dotées d'arcs de plein cintre, nettement antérieures au XVIe siècle. 
Jadis, le clocher abritait deux cloches. De nos jours, il n'en possède qu'une seule baptisée Charles Françoise. L'ancien cimetière qui entourait l'église a été désaffecté. Les pierres de ses murs ont servi à la construction de l'actuel cimetière, route d'Evreux.